# جون بييرز
جون بييرز (بالإنجليزية: John Peers) (مواليد 25 يوليو 1988 في ملبورن)، هو لاعب كرة مضرب أسترالي يلعب باليد اليمنى بدأ مسيرته كمحترف عام 2011.

## روابط خارجية
- جون بييرز على موقع رابطة محترفي التنس (الإنجليزية)
- جون بييرز على موقع الاتحاد الدولي لكرة المضرب (الإنجليزية)
- جون بييرز على موقع كأس ديفيز (الإنجليزية)
- جون بييرز على موقع اتحاد التنس الأسترالي (الإنجليزية)
- جون بييرز على موقع خلاصة التنس.كوم (الإنجليزية)
- جون بييرز على موقع إي إس بي إن.كوم (الإنجليزية)
- جون بييرز على موقع اللجنة الأولمبية الدولية (الإنجليزية)
- جون بييرز على موقع أوليمبيديا (الإنجليزية)
- جون بييرز على موقع اللجنة الأولمبية الأسترالية (الإنجليزية)